# 어나더 라운드
《어나더 라운드》(덴마크어: Druk, 영어: Another Round)는 2020년 개봉한 덴마크의 드라마 영화이다. 토마스 빈터베르가 감독과 공동각본을 맡았다. 2020년 칸 영화제에 공식 초청되었다. 2021년 제93회 아카데미 시상식에서 국제장편영화상을 수상하였다.

## 줄거리
코펜하겐의 한 고등학교에서 근무하는 교사 마틴, 토미, 피터, 니콜라이는 무료하고 활력 없는 삶에 지쳐 있었다. 니콜라이의 40번째 생일 저녁 식사 자리에서 그들은 인간이 혈중 알코올 농도 0.05% 부족 상태로 태어나며, 이 수치를 유지하면 창의적이고 편안해진다는 정신과 의사의 이론에 대한 이야기를 나누게 된다.
호기심이 생긴 네 명의 친구들은 이 이론을 실험하기로 한다. 그들은 하루 종일 정기적으로 술을 마셔 혈중 알코올 농도를 0.05%로 유지하고 그 결과를 기록하기 시작한다. 개인적인 어려움을 겪고 있던 마틴과 니콜라이는 특히 이 실험에 큰 기대를 건다. 그들은 평일 근무 시간 동안 혈중 알코올 농도를 0.05% 이상으로 유지하되, 저녁 8시 이후나 주말에는 술을 마시지 않는다는 규칙을 정한다.
실험이 진행되면서 네 사람은 일과 사생활 모두에서 즐거움과 성공을 경험한다. 특히 마틴은 아내와 아이들과의 관계를 회복하고, 그의 수업은 활기를 띠며 학생들에게 인기를 얻는다. 실험의 효과에 고무된 그들은 혈중 알코올 농도 최저치를 0.10%로 올리기로 한다. 그러던 어느 날 밤, 그들은 술에 만취하여 자신의 한계를 시험해 보지만, 이후 가족들에게 질책을 받는다. 특히 마틴은 아내에게서 그동안 술을 마셔왔다는 사실을 들키고, 서로 소원해진 관계와 아내의 외도 사실까지 알게 된다. 결국 그들은 실험을 중단한다. 마틴은 아내와 별거하고 관계 회복을 시도하지만, 거절당한다.
다른 세 명은 근무 중 음주를 중단했지만, 토미만은 여전히 술을 마시고 있었다. 동료들은 그를 돌보려 노력하지만, 교직원 회의에서 토미는 술에 취한 모습으로 나타난다. 이후 토미는 술에 취한 채로 배를 타고 바다로 나갔다가 사고로 익사한다.
토미의 장례식이 끝난 후, 남은 세 사람은 함께 저녁 식사를 하며 토미를 추모한다. 마틴은 아내에게서 보고 싶다는 문자를 받고, 졸업을 기념하며 술에 취해 거리에서 축제를 벌이는 학생들과 함께 즐거운 시간을 보낸다. 마틴은 동료들의 권유에도 불구하고 그동안 하지 않았던 춤을 추기 시작하고, 점점 더 활기차고 기쁨에 넘치는 춤을 선보이다 항구 벽에서 바다로 뛰어든다.

## 출연진

### 주연
- 마스 미켈센 - 마르틴 역
- 토마스 보 라르센 - 톰뮈 역
- 망누스 밀랑 - 니콜라이 역
- 라르스 란테 - 페테르 역

### 조연
- 마리아 보네비 - 아니카 역
- 헬레네 라인가르드 노이만 - 아말리에 역
- 수세 볼 - 교장 역
- 알베르트 루드베크 린드하르트 - 세바스티안 역
- 마르틴 그레이스 로젠탈 - 오베르티예네르 역
- 프레데리크 빈테르 라스무센 - 말테 역